# Willi Burth

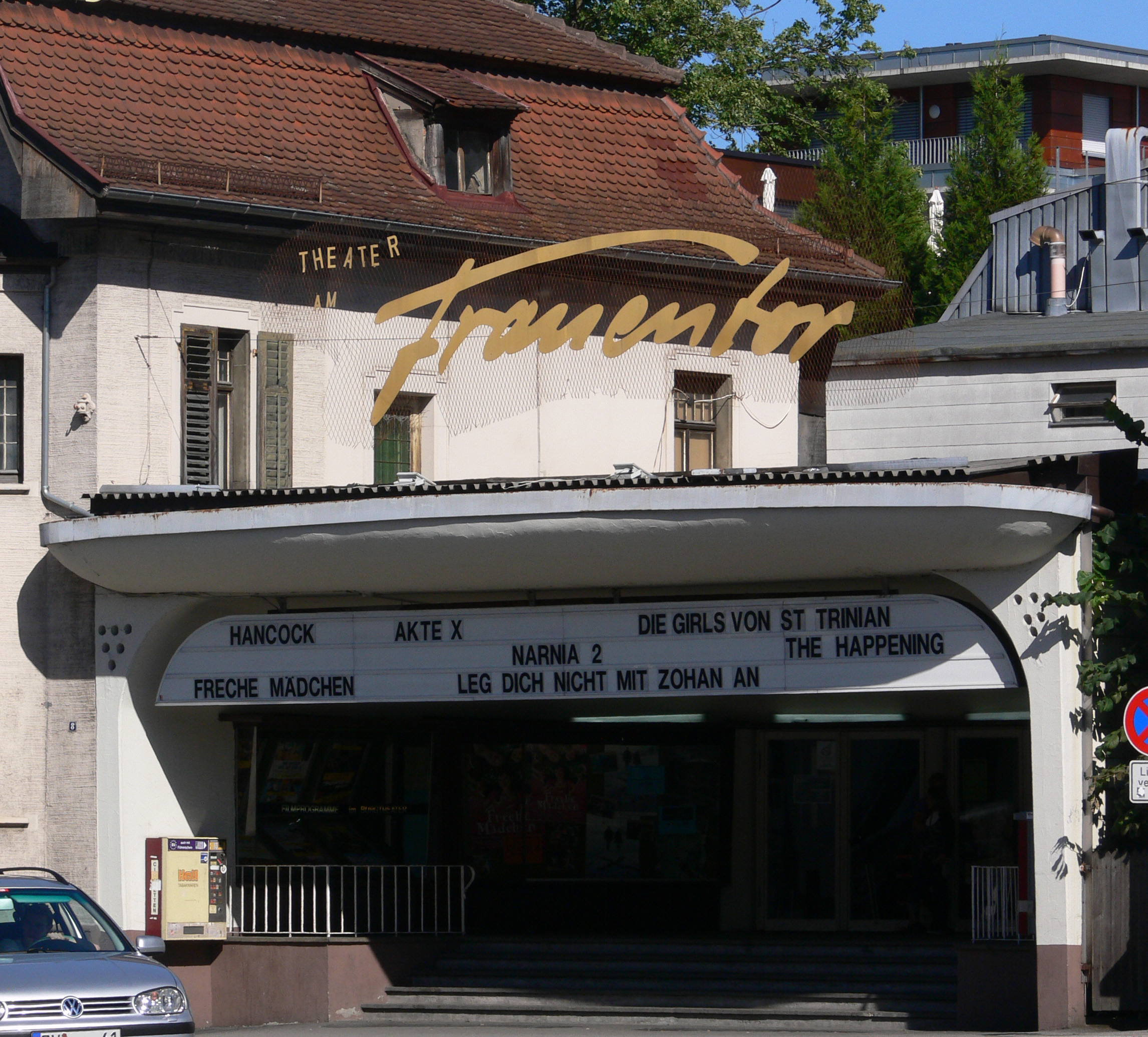
Das Theater am Frauentor in Ravensburg

Willi Burth (* 10. September 1904 in Saulgau; † 8. Dezember 2001 in Ravensburg) war ein deutscher Kinopionier, der für seine technischen Entwicklungen mehrfach ausgezeichnet wurde.

## Leben
Der im oberschwäbischen Saulgau geborene Willi Burth, Sohn eines Textilgeschäftinhabers, organisierte bereits mit zehn Jahren die ersten Kinovorführungen in seiner Heimatstadt.
Nachdem er sich im Alter von 19 Jahren mit einem Filmprojektor selbständig gemacht hatte, ließ er 1930 mit seinem Bruder Alfons Burth das Oberland-Theater in der Kaiserstraße in Saulgau errichten. Schon bevor das Gebäude abgerissen wurde, ließ Alfons Burth 1956 ein zweites Filmtheater-Gebäude, das heutige Kino in der Saulgauer Poststraße, errichten. 1934 folgen das Union-Theater in Ravensburg (früher Eden-Lichtspiele), 1938 das Burgtheater in Ravensburg.
1948 wurde Burth, der zum 1. Mai 1933 in die NSDAP eingetreten war (Mitgliedsnummer 3.427.541), bei der Entnazifizierung als „Mitläufer“ eingestuft. Im Jahr 1953 gründete er das Kinozentrum Frauentor in Ravensburg, mit 900 Plätzen das größte Kino Oberschwabens. 1971 übernahm Burth das Ringtheater in Biberach, mit 650 Plätzen welches er 1972 durch das Einziehen einer Trennwand in drei Kinos teilte.

## Technik
Im Zuge seiner unternehmerischen Tätigkeit befasste sich der „Teller-Vater“ genannte Burth außerdem mit der Verbesserung der gängigen Projektionstechnik, was 1969 in einem weltweiten Patent seines No Rewind Filmtellers mündete. Die von dem bayerischen Filmtechnikhersteller Kinoton vertriebene Erfindung ermöglichte das Vorführen eines Films ohne Überblendung und Zurückspulen, verringerte damit den Aufwand des Filmvorführers und bot damit die Voraussetzung für das Entstehen von Schachtelkinos sowie Multiplex-Kinos.

## Auszeichnungen
Für seine Erfindung erhielt Burth 1984 die Ehrenmedaille der Spitzenorganisation der Filmwirtschaft (SPIO) und 1987 den auch als Technik-Oscar bekannten Scientific and Engineering Award der Academy of Motion Picture Arts and Sciences.

1989 wurde er mit dem Bundesverdienstkreuz am Bande und 1998 mit der Goldenen Leinwand ausgezeichnet.
2004 eröffnete in Burths Ravensburger Burgtheater (inzwischen Kinozentrum „Die Burg“) eine Dauerausstellung zu Leben und Werk des oberschwäbischen Filmpioniers.
Die Gewerbliche Schule Bad Saulgau wurde 2013 in nach Willi Burth benannt und heißt seitdem Willi-Burth-Schule.